# Typ III (HADAG)
Typ III (auch als Typ 3 bezeichnet) ist eine aus den beiden Schiffen Falkenstein und Wolfgang Borchert bestehende Klasse von Personenfähren der HADAG Seetouristik und Fährdienst AG.

## Allgemeine Daten
Die Schiffe wurden 1992 und 1993 von auf der Heinrich-Grube-Werft, seit 2001 SSB Spezialschiffbau Oortkaten, in Hamburg-Ochsenwerder, abgeliefert. Sie gehören zu sechs neu gebauten Ein-Mann-Schiffen, die nur mit einem Schiffsführer besetzt sind und von der HADAG zwischen 1989 und 1993 in Dienst gestellt wurden. 
Die Wolfgang Borchert wurde 2007 umfassend umgebaut; der komplette achtere Salon wurde neu aufgebaut, der Zugang zum Freideck erfolgt jetzt mittschiffs über jeweils eine Treppe auf jeder Seite statt vorher über eine einzige Treppe am Heck. Außerdem bekam die Wolfgang Borchert verbreiterte Zugangsrampen.
Im ersten Halbjahr 2010 wurde auch die Falkenstein beim Spezialschiffbau Oortkaten (SSB) genauso umgebaut und verbreitert. Um die Manövrierbarkeit bei Wind zu verbessern, wurde eine zweite Maschine, ein tellerförmiger Pump-Jet, eingebaut.

## Namensgebung
Die Falkenstein wurde nach dem Waldpark Falkenstein im Hamburger Stadtteil Blankenese benannt. 
Die Falkenstein trägt als zweites HADAG-Schiff diesen Namen. Von 1955 bis 1977 fuhr bereits ein Fährschiff des Typs II R unter diesem Namen. Reedereiintern wurde das Schiff anfangs auch als „Frankenstein“ bezeichnet, weil sein Design deutlich und unvorteilhaft von dem der vier anderen modernen Fährschiffe der HADAG abwich.

## Technische Daten
Die Schiffe sind nach Umbau rund 28 Meter lang, 7,75 Meter breit und haben einen maximalen Tiefgang von 1,52 Metern. Sie können bis zu 250 Fahrgäste befördern.
Die Falkenstein ist seit 2001, wie auch die Wolfgang Borchert Orangegelb lackiert und trägt Werbung für das Musical „Der König der Löwen“. Die ursprüngliche Farbe des Schiffes war Weiß mit grüner Scheuerleiste und einem grünen Streifen über dem Fensterband. Es hat einen durchgehenden, geschlossenen Fahrgastraum auf dem Haupt- und Vordeck. Am Heck war ein kleines Freideck mit einem Aufgang zum Oberdeck. Hinter dem Vordeck befindet sich der Zustiegsbereich mit je einer hydraulisch bewegten Rampe an Backbord und Steuerbord, darüber ist das Ruderhaus angeordnet. Der bereits 1995 erfolgte erste Umbau beschränkte sich auf die Erneuerung des Ruderhauses, das nach unten eingezogene Fenster erhielt, und den Ausbau einer Trenntür zwischen Vor- und Hauptdeck. Die Fenster des Ruderhauses waren anfangs schräg nach hinten gezogen.
Die Schiffe sind mit einem Schiffsdieselmotor mit einer Leistung von 550 Kilowatt ausgerüstet. Der Motor treibt über ein Getriebe eine Lips-Düse, die nach dem Prinzip einer Kortdüse funktioniert, an. Die Lips-Düse, deren Einsatz zur Energieeinsparung von 16,9 Prozent führte, wurde im Winter 2000/2001 nachgerüstet. Mit dem Schiffsantrieb wird eine Geschwindigkeit von 11 Knoten erreicht. Mittschiffs befindet sich ein Querstrahlruder.
Das Schiff wurde 2003 mit elektronischen Fahrzielanzeigern an den Seiten ausgestattet. Im Jahr 2005 wurde ein Elna-FIS-Fluss-Informations-System nachgerüstet. Das neue Navigationssystem besteht aus einem Elna-Flussradar 4007/9-TFT und einem Inland-ECDIS-Radar Pilot 720. Es vereint das Radarbild und den Wendeanzeiger und stellt die eigene Position, die anderer Fahrzeuge mit Richtung und Geschwindigkeit, sowie stehende Hindernisse DGPS-unterstützt auf einer elektronischen Elbkarte metergenau dar. Die Investitionskosten für das System betrugen etwa 35.000 Euro.

## Fährdienst
Die Falkenstein und die Wolfgang Borchert verkehren innerhalb des Hamburger Verkehrsverbundes (HVV) im Hamburger Hafen auf allen Hafenfährlinien mit Ausnahme der Hamburg-Blankenese-Este-Linie (HBEL). Für ein sicheres Unterfahren der Argentinienbrücke (Linie 73) in Steinwerder kann der Mast abgeklappt werden. Das Zeitfenster, in dem der tidenbedingte Wasserstand eine Durchfahrt unter der Brücke verhindert, ist jedoch größer als das für die flacheren Wassertaxis. Die hydraulischen Rampen verhindern das Anlegen an den Anlegern Neuenfelde und Cranz, da dort keine Pontons vorhanden sind, sondern Treppen und Plattformen auf verschiedenen Höhen. Stammschiff auf der HBEL ist deshalb die Altona.

## Bauliste
| Name              | Indienststellung | Bild                                 |
| ----------------- | ---------------- | ------------------------------------ |
| Falkenstein       | 1992             | Die Falkenstein nach dem Umbau       |
| Wolfgang Borchert | 1993             | Die Wolfgang Borchert nach dem Umbau |

## Belege
Die Informationen dieses Artikels entstammen zum größten Teil aus
- Schiffspark 2007. (PDF; 6 kB) In: hadag.de. HADAG Seetouristik und Fährdienst, Hamburg, 27. Juni 2007, archiviert vom Original (nicht mehr online verfügbar) am 31. Januar 2012.
- Die heutigen Schiffe der HADAG. In: Hamburger Nahverkehrs-Nachrichten. 52. Jg., Nr. 1, Verein Verkehrsamateure und Museumsbahn e. V., Hamburg März 2005, ISSN 0179-3721, S. 11.

Darüber hinaus werden folgende Einzelnachweise zitiert:
1. ↑  Schiffe in Hamburg: Wolfgang Borchert. Abgerufen am 8. April 2024.
2. ↑  HADAG Seetouristik und Fährdienst (Hrsg.): Unsere Flotte (Memento vom 22. August 2010 im Internet Archive). Abgerufen am 21. Dezember 2008.
3. 1 2  HADAG Seetouristik und Fährdienst (Hrsg.): Umbau Wolfgang Borchert (Memento vom 23. August 2007 im Internet Archive; JPEG; 991 kB). Foto, 23. März 2007, abgerufen am 2. Januar 2009.
4. ↑  Katrin Bluhm: Hafenfähre „Falkenstein“. Meisterstück der Schweißer. Ochsenwerder. Wie viele Passagiere und Musical-Liebhaber die Fähre „Falkenstein“ (Baujahr 1992) von den Landungsbrücken zum großen Zeltbau auf der anderen Hafenseite oder von den Landungsbrücken nach Finkenwerder und weiter nach Teufelsbrück gebracht hat, kann auch die HADAG nicht genau beziffern. In: Bergedorfer Zeitung. 10. Mai 2011, archiviert vom Original (nicht mehr online verfügbar) am 1. Februar 2011; abgerufen am 11. Mai 2011.
5. ↑  Rolf Zamponi: SSB Spezialschiffbau Oortkaten. Hamburgs kleinste Werft trotzt der Krise. Renate Schütte führt die SSB Spezialschiffbau Oortkaten mit großem Erfolg. Drei Millionen Euro Umsatz im Krisenjahr – dank Fährenbau. In: Hamburger Abendblatt. 24. Juli 2010, abgerufen am 11. Mai 2011.
6. ↑  Arnold Kludas: Hundert Jahre HADAG-Schiffe 1888–1988. Koehlers Verlagsgesellschaft, Herford 1988, ISBN 3-7822-0446-8, S. 73.
7. ↑  Gert Uwe Detlefsen: Passagierschiffahrt an Deutschlands Küste. Von Altwarp bis Papenburg, Bad Segeberg/Cuxhaven 1994, ISBN 3-928473-14-X, S. 110.
8. 1 2  Christian Hinkelmann: Elbdampfer-Hamburg. Foto Falkenstein im Frühjahr 1994. In: Elbdampfer-Hamburg.de. Christian Hinkelmann, 28. Januar 2008, archiviert vom Original (nicht mehr online verfügbar) am 11. Dezember 2017 (Steckbrief; Foto nicht mehr abrufbar).
9. ↑  Christian Hinkelmann: Jahresrückblick 2016. In: Elbdampfer-Hamburg.de. Christian Hinkelmann, 2017, archiviert vom Original (nicht mehr online verfügbar) am 22. September 2017; abgerufen am 8. Mai 2022 (mit Foto).
10. ↑  HADAG-Pressestelle (Hrsg.): Das Jahr 2000 war für die HADAG Seetouristik und Fährdienst AG erfolgreich. Pressemitteilung, Hamburg 20. April 2001, S. 3 (hadag.de (Memento vom 28. September 2007 im Internet Archive; PDF; 50 kB)).
11. ↑  HADAG-Pressestelle (Hrsg.): Eine erfreuliche Entwicklung der Fahrgastzahlen im Hafenfähr- und Berufsverkehr 2004. Presseinformation, Hamburg 14. Januar 2005, S. 4 (hadag.de (Memento vom 10. Juli 2007 im Internet Archive; PDF; 238 kB)).
12. ↑  HADAG-Pressestelle (Hrsg.): Das neue elbkartengestützte Radarsystem – HADAG investiert in noch mehr Sicherheit im Schiffsverkehr. Presseinformation, Hamburg 13. Januar 2003 (hadag.de (Memento vom 28. September 2007 im Internet Archive; PDF; 15 kB)).

Fährschiff Typ 00 |
Fährschiff Typ 0 |
Fährschiff Typ I |
Fährschiff Typ II |
Fährschiff Typ III

Jan Molsen |
Typ I |
Typ II |
Typ III |
Typ 2000 |
Nala und Rafiki |
Reiherstieg |
Typ 2020 |
Typ 2030